# Rubik's Puzzle Match
Rubik's Puzzle Match ou Rubik's Race est un jeu de société créé par Ernő Rubik en 1982 et édité par Ideal standard.
Pour 2 joueurs, à partir de 6 ans pour environ 15 minutes.

## Principe général
Être le premier joueur à reconstituer une figure donnée.

## Règle du jeu
En manipulant les pièces de son taquin, chaque joueur s'efforce de reconstituer le premier une figure représentant une face de Rubik's cube.
Chaque joueur dispose devant lui d'un taquin composé de 24 pièces carrées, soit 4 de chacune des 6 couleurs du Rubik's cube. Entre les joueurs, un panneau est dressé. L'un des joueurs secoue le gobelet pour faire apparaître une face de cube, constituée de 9 carrés colorés. Chacun peut alors manipuler le plus vite possible son taquin pour reproduire cette figure au centre de son espace.
Le premier qui parvient à reconstituer la figure tirée abaisse le panneau sur son taquin. Si sa figure est juste il marque un point sinon, c'est son adversaire qui marque le point.